# Gouvernement Podolië

Het Gouvernement Podolië (Russisch: Подольская губерния, Podolskaja goebernija, Oekraïens: Подільська губернія, Podilska goebernija) was een gouvernement (goebernija) van het Keizerrijk Rusland. Het gouvernement ontstond na de Tweede Poolse Deling en was van 1793 tot 1917 onderdeel van het Russische Rijk. Van 1917 tot 1921 maakte het deel uit van de Volksrepubliek Oekraïne en van 1921 tot 1925  van de Oekraïense Socialistische Sovjetrepubliek.
Het gouvernement Podolië grensde aan de Russische gouvernementen Wolhynië, Kiev, Cherson en Bessarabije en aan de Oostenrijkse kroonlanden Galicië en Boekovina.

## Locatie
Het gouvernement Podolië lag in het zuidwesten van het Russische keizerrijk aan de grens met Oostenrijk-Hongarije en had een oppervlakte van 42,000 km². De hoofdstad was tot 1914 Kamjanets-Podilsky en daarna Vinnytsja.